# جغل سفلي
جغل سفلي هي قرية في مقاطعة هشترود، إيران. عدد سكان هذه القرية هو 219 في سنة 2006.